# یواس‌اس اناکاپا (ای‌جی-۴۹)
یواس‌اس اناکاپا (ای‌جی-۴۹) (به انگلیسی: USS Anacapa (AG-49)) یک کشتی بود که طول آن ۳۳۶ فوت (۱۰۲ متر) بود. این کشتی در سال ۱۹۱۹ ساخته شد.